# Публий Корнелий Лентул (претор 214 года до н. э.)
Публий Корнелий Лентул (лат. Publius Cornelius Lentulus; умер после 189 года до н. э.) — римский военачальник и политический деятель из патрицианского рода Корнелиев, претор 214 года до н. э.

## Биография
Публий Корнелий занимал должность претора в 214 году до н. э., причём по жребию ему досталось управление Сицилией В связи с событиями 212 года до н. э. он упоминается в источниках как пропретор западной части острова. В 201 году до н. э. в сенате Лентул выступил против заключения мира с Карфагеном. В 189 году до н. э. либо он, либо его кузен Публий Корнелий Лентул Кавдин был в числе римских легатов, организовывавших совместно с Гнеем Манлием Вульсоном новый порядок в Малой Азии после Антиоховой войны.